# 캐나다 프리미어리그
캐나다 프리미어리그(영어: Canadian Premier League)는 2019년에 시작된 캐나다의 최상위 축구 프로리그이다. 캐나다의 5개 주에서 8개의 팀이 참여한다. 리그는 4월에 시작해서 10월에 막을 내리며, 한 시즌이 봄 리그와 가을 리그로 나뉘어서 진행된다. 한 시즌은 두 리그의 승자끼리 겨루는 CPL 챔피언십을 통해서 막을 내린다. CPL 챔피언십에서 승리한 팀은 CONCACAF 리그에 진출한다.

## 참가 팀
- 2021 시즌 기준

| 팀명               | 연고지                    | 리그 참여년도 |
| ------------------ | ------------------------- | ------------- |
| 캐벌리 FC          | 앨버타주 풋힐즈 시티      | 2019년        |
| FC 에드먼턴        | 앨버타주 에드먼턴         | 2019년        |
| 포지 FC            | 온타리오주 해밀턴         | 2019년        |
| HFX 원더러스 FC    | 노바스코샤주 핼리팩스     | 2019년        |
| 퍼시픽 FC          | 브리티시컬럼비아주 랭포드 | 2019년        |
| 밸러 FC            | 매니토바주 위니펙         | 2019년        |
| 요크 유나이티드 FC | 온타리오주 토론토         | 2019년        |
| 아틀레티코 오타와  | 온타리오주 오타와         | 2020년        |

## 우승
| 시즌 | 우승팀    | 준우승팀        |
| ---- | --------- | --------------- |
| 2019 | 포지 FC   | 캐벌리 FC       |
| 2020 | 포지 FC   | HFX 원더러스 FC |
| 2021 | 퍼시픽 FC | 포지 FC         |

## 같이 보기
- 캐나다 축구 국가대표팀